# Сапогов (Хакасия)
Сапого́в (разг. Сапогово) — аал в Усть-Абаканском районе Хакасии.

## Название
Существуют две версии происхождения названия: 
1. аал назван по фамилии бывшего ямщика (почтальона), доставлявшего письма и донесения из губернии;
2. по фамилии самого богатого бая Сапогова, произошедшей от имени качинца Сапока Токумова (по В. Я. Бутанаеву).

## География
Расстояние до ближайшей железнодорожной станции Ташеба 10 км, до города Абакан 18 км. 
Расположен на реке Ташеба вдоль Красноярской железной дороги, в 35 км к юго-западу от райцентра — пгт Усть-Абакан.

## История
Село образовано приблизительно в 1890 году. 

## Население
| 2002 | 2010  |
| ---- | ----- |
| 1213 | ↗1289 |

Число хозяйств 379, население 1217 чел. (01.01.2004), в том числе русские (58,6 %), хакасы (16,2 %), чуваши (12,0 %) и др. (ок. 20 национальностей).

## Инфраструктура
Крупнейшие предприятия — АОЗТ «Сапогово», СПК «Сапоговский» (молочное производство). Имеются средняя общеобразовательная школа, библиотека, дом культуры. В 1995 открыт памятник воинам — землякам, погибшим в годы Великой Отечественной войны (72 чел.).

## Люди, связанные с аалом
В Сапогове родились режиссёр А. В. Тугужеков, поставивший первую хакасскую оперу «Чанар-Хус», и заслуженный артист РСФСР Г. Н. Саражаков.